# Pip Blom
Pip Blom is een indierockband uit Amsterdam, vernoemd naar de leadzanger Pip Blom. De band heeft de albums, Boat (2019) en Welcome break (2021) uitgebracht. Pip Blom heeft een internationale fanbase en treedt dan ook regelmatig in het buitenland op.

## Leden

### Huidige samenstelling[5]
- Pip Blom – zang, gitaar (2016 – heden)
- Tender Blom – achtergrondzang, gitaar (2016 – heden)
- Darek Mercks - bas (2018 - heden)

### Voormalige leden[6]
- Casper van der Lans - bas (2016 - 2018)
- Bowie Thorig - drums (2016 - 2017)
- Camiel Muiser - drums (2017 - 2018)
- Gini Cameron - drums (2018 - 2023)

## Discografie

### Albums[6]
- 2019: Boat
- 2021: Welcome Break
- 2022: Pip Blom on Audiotree live
- 2023: Bobbie

### Ep's[6]
- 2013: Short Stories
- 2016: Are we there yet?
- 2018: Paycheck
- 2019: Rough Trade Exclusive

### Compilaties[6]
- 2017 : Indie-robots
- 2018: Rough Trade Shops: Counter Culture 18 (Compilatie van Rough Trade Records )
- 2019: Uncut: Tighten Up! - 15 Tracks of the Best New Music
- 2020 : Hard-Boiled (ep) (met Surfer Blood )
- 2021 : G-Mix: 2D (Remix) (met de Gorillaz)

### Singles[6]

#### 2016
- Hours (Demo)
- Truth
- Skippy Still Remains
- Misty From Heaven
- Pip Blom
- Working on It

#### 2017
- I Think I'm in Love
- Babies Are a Lie
- Babies Are a Lie / School
- ''School
- ''Pussycat

#### 2018
- ''Come Home
- ''Daddy Issues

#### 2019
- Keep it Together

#### 2021
- It Should Have Been Fun
- You Don't Want This

## Galerij

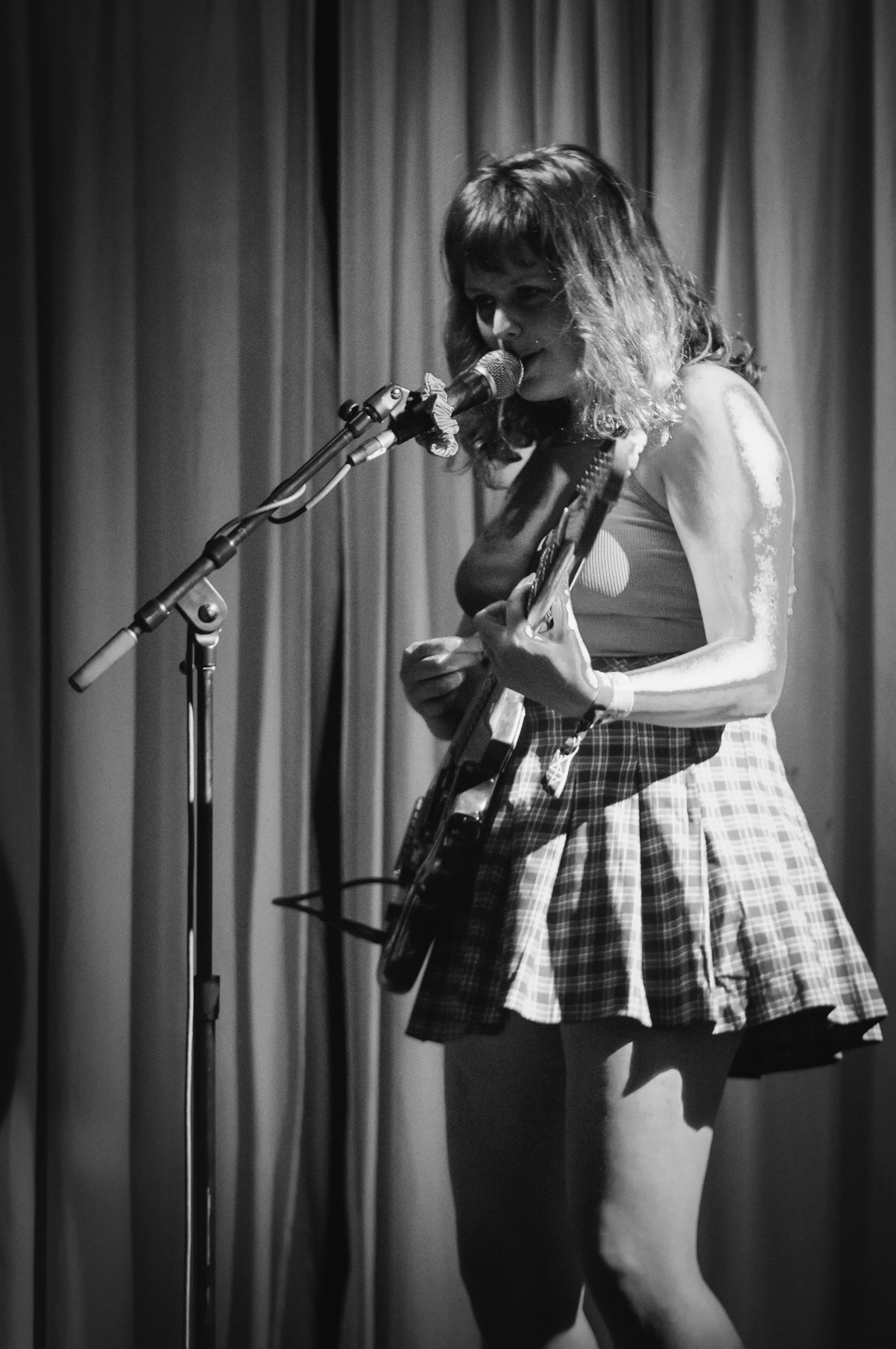
De leadzinger Pip Blom.
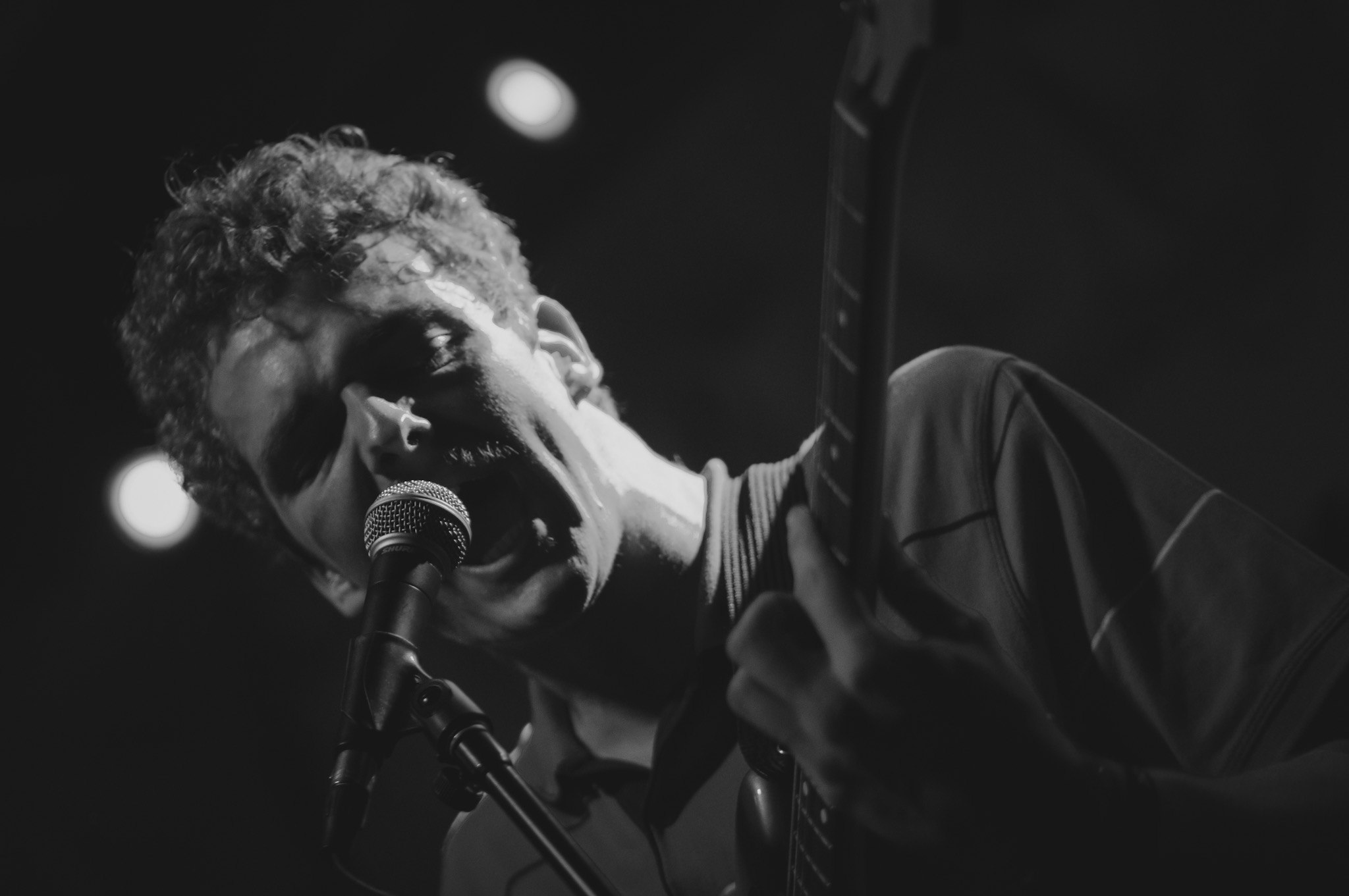
De gitarist Tender Blom.
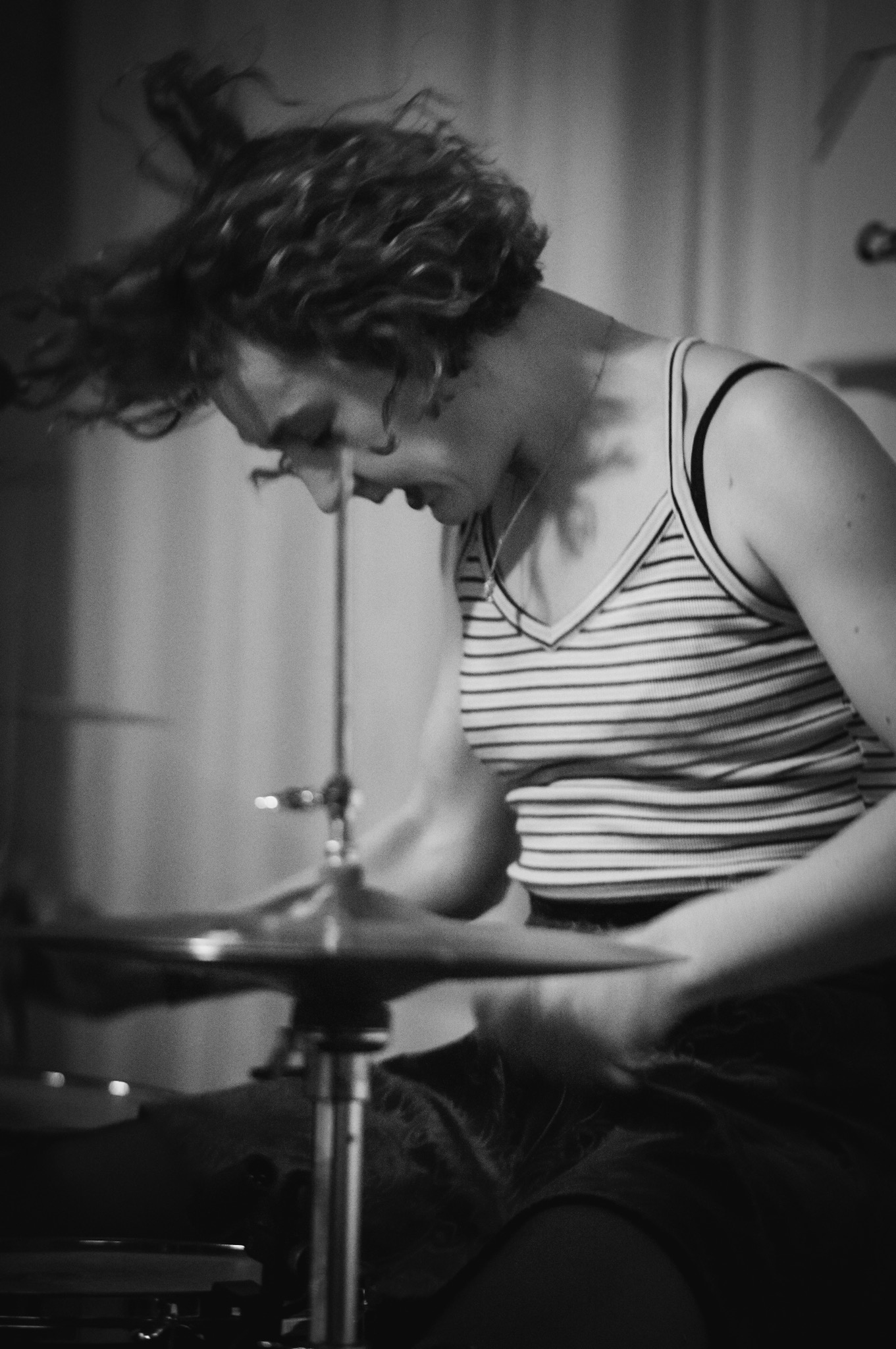
De voormalig drummer Gini Cameron.
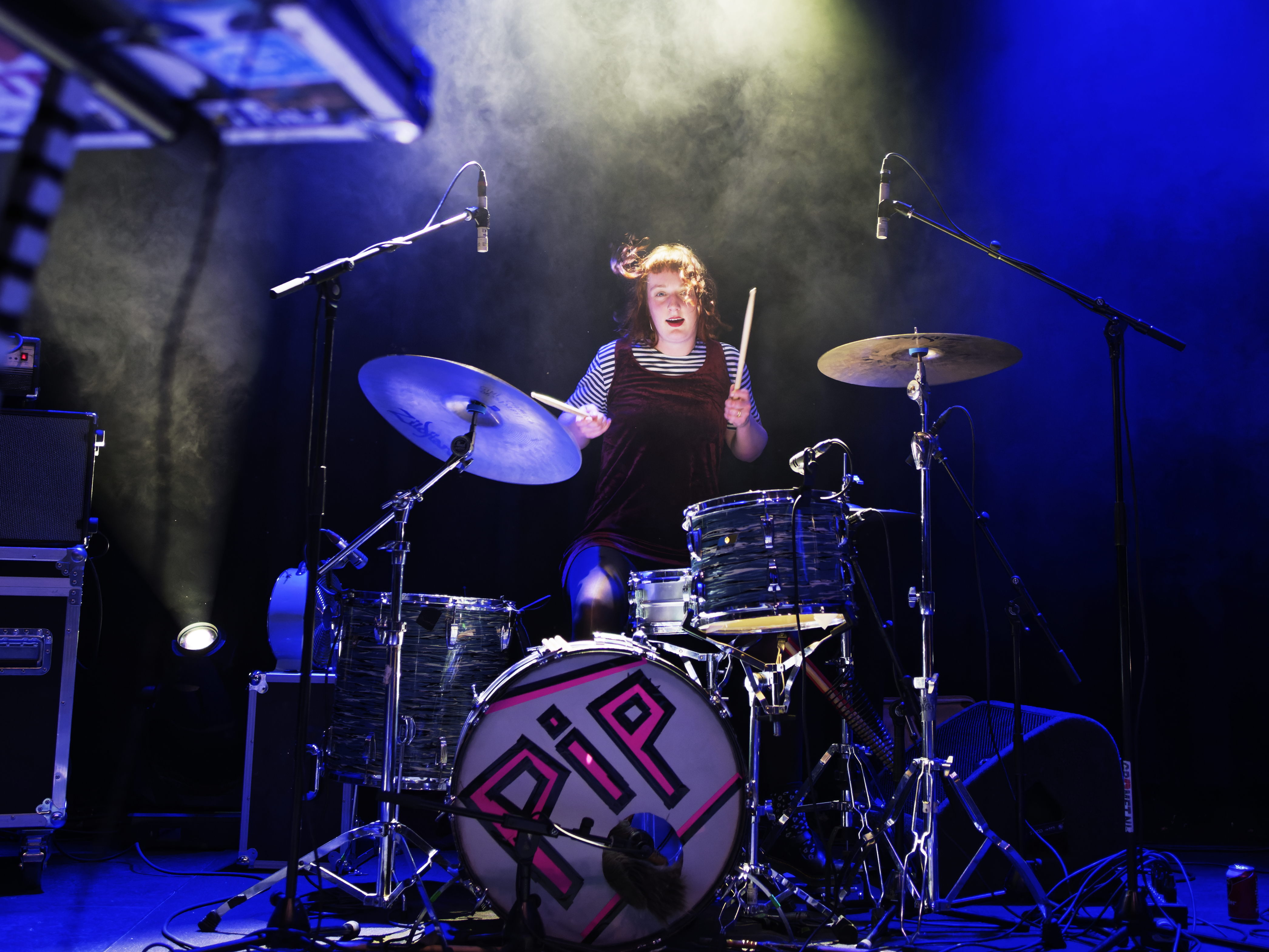